# Blake Treinen
Blake Treinen (né le 30 juin 1988 à Wichita, Kansas, États-Unis) est un lanceur droitier des Ligues majeures de baseball jouant avec les Dodgers de Los Angeles.

## Carrière

### Nationals de Washington
Joueur des Jackrabbits de l'université d'État du Dakota du Sud, Blake Treinen est d'abord repêché en 23e ronde par les Marlins de la Floride en 2010, mais il ne signe pas de contrat avec ce club et rejoint plutôt les Athletics d'Oakland lorsque ceux-ci le sélectionnent au 7e tour en 2011. Encore joueur de ligues mineures, Treinen est impliqué le 16 janvier 2013 dans un échange à 3 équipes entre les Athletics, les Mariners de Seattle et les Nationals de Washington. Dans cette transaction impliquant 5 joueurs dont Michael Morse et John Jaso, Treinen prend le chemin de Washington. 
Celui qui est généralement lanceur partant dans les rangs mineurs fait ses débuts dans le baseball majeur comme lanceur de relève pour les Nationals le 12 avril 2014. Il connaît une brillante saison recrue en 2014 avec une moyenne de points mérités de seulement 2,49 en 50 manches et deux tiers lancées. Il amorce 7 matchs et en joue 8 comme lanceur de relève.
En 2015, Treinen est utilisé exclusivement comme releveur par Washington. En 60 matchs et 67 manches et deux tiers lancées, il réussit 65 retraits sur des prises et sa moyenne se chiffre à 3,86 points mérités accordé par partie.

### Athletics d'Oakland
Avec deux joueurs de ligues mineures, le lanceur gaucher Jesus Luzardo et le joueur de troisième but Sheldon Neuse, Treine est le 16 juillet 2017 échangé des Nationals aux Athletics d'Oakland en retour du lanceur de relève gaucher Sean Doolittle et du lanceur de relève droitier Ryan Madson.